# Hyby landskommun
Hyby landskommun var en tidigare kommun i dåvarande Malmöhus län.

## Administrativ historik
Kommunen bildades i Hyby socken i Bara härad i Skåne när 1862 års kommunalförordningar trädde i kraft. 
Vid kommunreformen 1952 uppgick kommunen i Bara landskommun som 1971 ombildades till Bara kommun som 1977 uppgick i Svedala kommun.

## Politik

### Mandatfördelning i Hyby landskommun 1938-1946
| 11 | 4 | 2 |

| 17 |

| 10 | 5 | 2 |

| 15 |

| 10 | 2 | 5 |

| 16 |